# Цегов

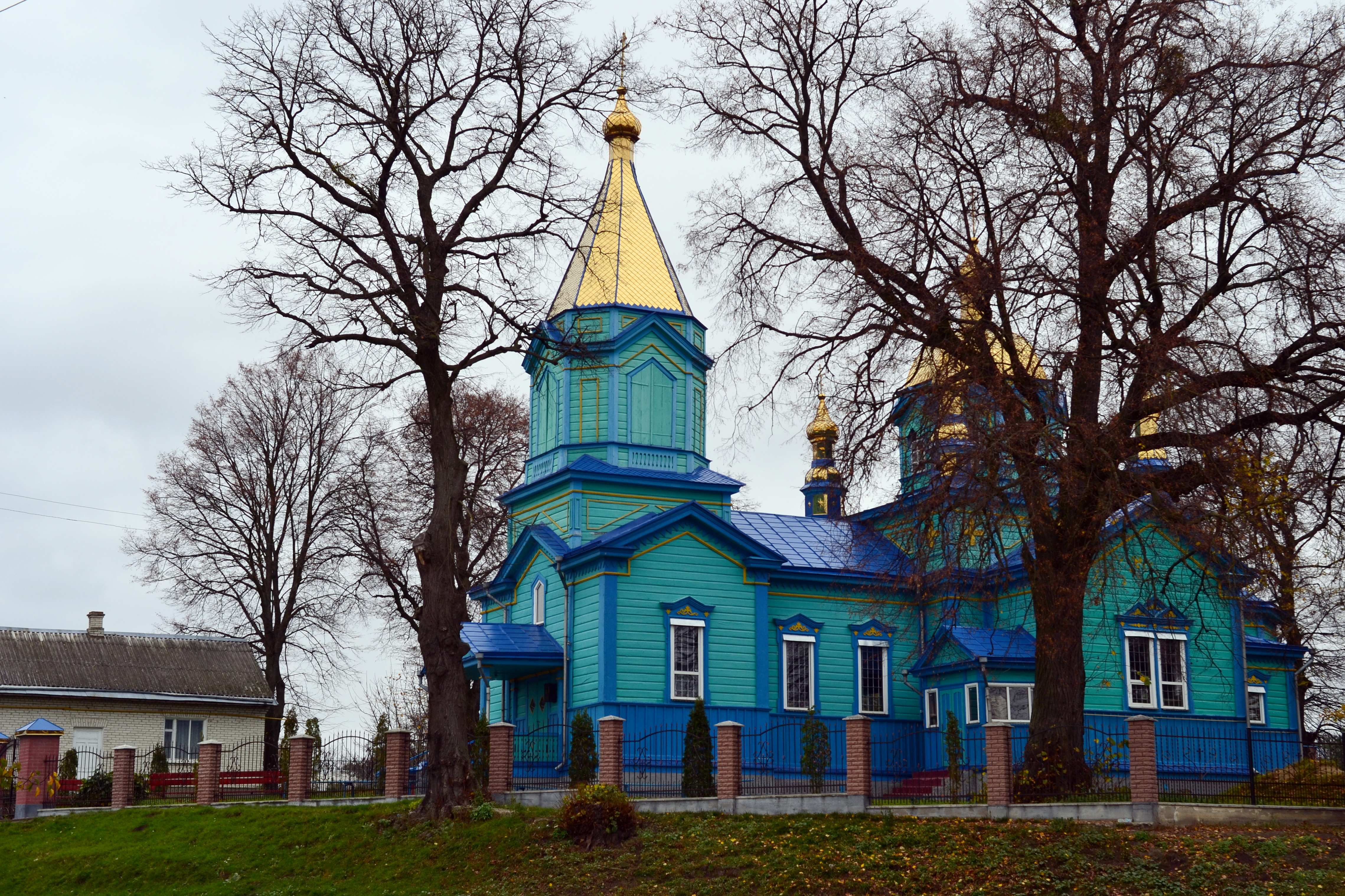
Введенская церковь ПЦУ

Цегов (укр. Цегів) — село на Украине, находится в Марьяновской поселковой общине Луцкого района Волынской области.

## История
В июле 1995 года Кабинет министров Украины утвердил решение о приватизации находившегося здесь свеклосовхоза.
Население по переписи 2001 года составляло 974 человека.